# Utta Danella – Lisa schwimmt sich frei
Utta Danella – Lisa schwimmt sich frei ist ein deutscher Fernsehfilm von Peter Stauch aus dem Jahr 2015. Er beruht auf Motiven einer Geschichte von Utta Danella und ist die 28. Folge der Filmreihe. Die Hauptrollen sind besetzt mit Suzan Anbeh und Stephan Luca.

## Handlung
Hugo war mit Lisa auf dem Höhepunkt ihrer Karriere, als er sie nach China verließ. Nun ist Lisa eine alleinerziehende Mutter mit zwei Kindern. In einer Villa am Starnberger See. Leider hat sie kein Geld und die Hilfe von Teddy, einem Freund, der mehr erhofft, nimmt sie nicht an. Dann taucht Hugo ohne Geld wieder auf. Er braucht Lisas Hilfe für den Entwurf eines Gartens.

## Produktionsnotizen
Utta Danella – Lisa schwimmt sich frei wurde vom 7. August 2014 bis 5. September 2014 am Starnberger See und in München gedreht und hatte am 27. Mai 2015 im Ersten Premiere. Der Film wurde bei seiner Erstausstrahlung von 3,26 Millionen Zuschauern gesehen, was einem Marktanteil von 10,5 Prozent entsprach.

## Kritik
„Ambitioniert gefilmt, nur leider etwas zu seicht und dünn: Zartrosa Beziehungsfilm-Smoothie“

„Hinterhältig witzig“